# Le Dernier Safari
Pour plus de détails, voir Fiche technique et Distribution.
Le Dernier Safari (The Last Safari) est un film britannique réalisé et produit par Henry Hathaway, sorti en 1967.

## Synopsis
Un chasseur désabusé souhaite arrêter d'être guide de safaris alors qu'un touriste richissime demande avec insistance ses services.

## Fiche technique
- Titre original : The Last Safari
- Titre français : Le Dernier Safari
- Réalisation : Henry Hathaway, assisté de Richard Talmadge
- Scénario : John Gay, d'après le roman Gilligan's Last Elephant de Gerald Hanley
- Direction artistique : Maurice Fowler
- Costumes : Brian Owen-Smith
- Photographie : Ted Moore et John Coquillon (seconde équipe)
- Son : Norman Bolland, Gordon K. McCallum
- Montage : John Bloom
- Musique : John Dankworth
- Production : Henry Hathaway
- Société de production : Paramount Film Service
- Société de distribution : Paramount Pictures
- Pays d’origine :  Royaume-Uni
- Langue originale : anglais
- Format : couleur (Technicolor) — 35 mm — 1,85:1 —  son Mono
- Genre : Film d'aventure
- Durée : 110 minutes
- Dates de sortie : 
  - États-Unis : 1er novembre 1967 première à Kansas City (Missouri)
- Affiche : Michel Landi (France)

## Distribution
- Kaz Garas (VF : Jean-Claude Michel) : Casey
- Stewart Granger (VF : Jean-Pierre Duclos) : Miles Gilchrist
- Gabriella Licudi (VF : Michèle Bardollet) : Grant
- Johnny Sekka : Jama
- Liam Redmond (VF : Émile Duard) : Alec Beaumont
- Eugene Deckers (VF : Jean Clarieux) : le chef des réfugiés
- David Munya : Chongu
- John De Villiers : Rich
- Wilfred Moore (VF : Maurice Dorléac) : le gardien
- Jean Parnell (VF : Héléna Manson) : Mme Beaumont
- Bill Grant : Commissioner
- John Sutton : Harry
- Kipkoske : Gavai
- Labina : le chef du village

## Autour du film
On assiste à une danse tribale watusi (en) qui connut une grande popularité aux États-Unis au début des années 1960. Ce film aborde de nombreuses problématiques sous un angle assez  contemporain : la préservation des espèces et le braconnage, la coexistence avec les fermiers, le racisme et la ségrégation au Kenya, les rivalités entre ethnies, le sexisme à travers la place de Grant, le contexte des indépendances africaines, le regard d'un entrepreneur américain...